# Coleman (Texas)
Coleman é uma cidade localizada no estado norte-americano do Texas, no Condado de Coleman.

## Demografia
Segundo o censo norte-americano de 2000, a sua população era de 5127 habitantes.
Em 2006, foi estimada uma população de 4874, um decréscimo de 253 (-4.9%).

## Geografia
De acordo com o United States Census Bureau tem uma área de
16,1 km², dos quais 16,0 km² cobertos por terra e 0,1 km² cobertos por água. Coleman localiza-se a aproximadamente 519 m acima do nível do mar.

## Localidades na vizinhança
O diagrama seguinte representa as localidades num raio de 36 km ao redor de Coleman.